# Četekovac
Četekovac är en ort i Kroatien.   Den ligger i länet Virovitica-Podravinas län, i den östra delen av landet, 140 km öster om huvudstaden Zagreb. Četekovac ligger 178 meter över havet och antalet invånare är 252.
Terrängen runt Četekovac är huvudsakligen platt, men söderut är den kuperad. Runt Četekovac är det ganska glesbefolkat, med 34 invånare per kvadratkilometer. Närmaste större samhälle är Slatina, 10,8 km nordväst om Četekovac. I omgivningarna runt Četekovac växer i huvudsak lövfällande lövskog.